# دراکولا (فیلم ۲۰۰۶)
دراکولا (انگلیسی: Dracula) فیلمی در ژانر ترسناک میباشد.